# Linda Rhys Vaughn
Linda Rhys Vaughn (Grossmont, California, 11 agosto 1959) è una modella statunitense.
Scelta dalla rivista Playboy come playmate del mese di aprile 1982. Il suo paginone centrale è stato fotografato da Pompeo Posar e Kerry Morris.
La storia di come Linda Rhys divenne una playmate è raccontata nel film per la TV Ho sposato una playmate, interpretato da Teri Copley e Tim Daly.